# Chad Peralta
Pour les articles homonymes, voir Peralta.
Richard « Chad » Edward Peralta, né le 4 février 1985[citation nécessaire], est un chanteur et un acteur des Philippines. Il naît à Sydney, en Australie.